# Gianfranco Cinello
Gianfranco Cinello (Fagagna, 8 aprile 1962) è un allenatore di calcio ed ex calciatore italiano, di ruolo attaccante.

## Carriera

### Giocatore

#### Club
Militò in Serie A con l'Udinese (con cui vinse un Campionato Primavera in età giovanile) e in Serie B con Empoli, Lecce, Triestina, Como, Ternana, Cremonese e Avellino. Ha vestito anche le maglie di Alessandria e Barletta in C1.
Sceso tra i dilettanti, ha continuato in Serie D con Castel San Pietro, Sanvitese, Pro Gorizia, Itala San Marco e Sevegliano; con gli Amatori Fagagna ha anche vinto il campionato friulano over-40.

#### Nazionale
È stato convocato nella Nazionale italiana Under-20 per il campionato di categoria del 1981 dove gioca nelle prime due delle tre sconfitte del torneo: il 3 ottobre contro la Corea del Sud (1-4) e il 6 contro il Brasile (0-1).
Conta 1 presenza nella Nazionale under 23 serie B, nello 0-0 tra Italia e Grecia a Palermo nel 1983.

### Allenatore
Ha allenato il Sevegliano in Eccellenza, il Rivignano e il Pozzuolo, collaborando anche con Milan, Real Madrid e Napoli, squadra della quale era osservatore, la Sanvitese, e varie categorie giovanili di Tricesimo e Donatello.
Nel 2011 diviene l'allenatore degli Allievi Nazionali dell'Udinese, successivamente dei Giovanissimi Nazionali e, dal maggio 2014, è il responsabile delle giovanili della società friulana.
Dal 2014 al 2018 è stato collaboratore tecnico della 1ª squadra dell'Udinese.
Il 18 ottobre 2021 approda alla Salernitana come vice di Stefano Colantuono, con il quale ha lavorato all'Udinese nella stagione 2015-2016.

## Palmarès

### Giocatore

#### Club
- Campionato Primavera: 1

Udinese: 1980-1981